# The Baker's Wife
The Baker's Wife és un musical amb música i lletres de Stephen Schwartz i llibret de Joseph Stein, basat en la pel·lícula francesa del 1938 del mateix nom de Marcel Pagnol i Jean Giono. El musical es va estrenar al West End el 1989 per una curta estada, però, tot i establir un seguiment de culte, no s’ha produït a Broadway.

## Rerefons
Els drets de teatre musical de la pel·lícula de Marcel Pagnol del 1938 van ser inicialment opcionals el 1952 pels productors Cy Feuer i Ernest Martin. El compositor Frank Loesser i el llibretista Abe Burrows, que havien treballat amb Feuer i Martin a Guys and Dolls i How to Succeed in Business Without Really Trying, van ser adjunts com a autors. Tanmateix, la producció protagonitzada per Bert Lahr no es va materialitzar mai. Gairebé una dècada després, Zero Mostel va ser proposat per protagonitzar-lo.
El 1976 els drets havien estat transferits al productor David Merrick. La producció de Stephen Schwartz i Joseph Stein va fer una gira pels Estats Units durant sis mesos el 1976, realitzant importants reformes al llarg del camí. Van actuar al Dorothy Chandler Pavilion de Los Angeles el maig de 1976 i també al Kennedy Center, Washington, DC. (al novembre de 1976). Topol com a forner Aimable, va ser substituït per Paul Sorvino durant les dues darreres setmanes del Kennedy Center, i la seva esposa Geneviève va ser interpretada per Carole Demas que finalment va ser substituïda per Patti LuPone. La producció mai va arribar a Broadway, els autors havien retirat la producció en el procés de prova.

## Produccions
Després d'escoltar la cançó Meadowlark innombrables vegades en audicions, el director Trevor Nunn va convèncer els autors per muntar una producció. The Baker's Wife, protagonitzada per Alun Armstrong i Sharon Lee-Hill, es va estrenar al teatre Wolsey a Ipswich, Suffolk, d'octubre a novembre, traslladant-se al West End, al Phoenix Theatre el 27 de novembre de 1989, i tancat el 6 de gener de 1990, després de 56 representacions. Aquesta producció, també, va ser malaguanyada: tot i que les crítiques van ser bones i la reacció del públic positiva, la producció va perdent diners constantment. Segons Carol De Giere: "Mentre els crítics oferien elogis, el públic era reduït i l'espectacle es va tancar després de només 56 representacions. Schwartz explica:" El més important que estava malament era que era massa llarg ". Nunn comenta" Every la seva actuació va tenir una ovació que no és gens normal a les províncies angleses. '" Respecte a la realitat financera, l'espectacle es va tancar prematurament, però va rebre la nominació al premi Laurence Olivier per a Musical de l'any.
L'equip creatiu es va reunir per a la producció de 1997 al The Round Barn Theatre d'Amish Acres a Nappanee, Indiana, que va ser dirigida per Scott Schwartz, i la producció al Goodspeed Opera House, Norma Terris Theatre, Chester, Connecticut el novembre de 2002.
The Paper Mill Playhouse, Milburn, Nova Jersey, va produir l'espectacle del 13 d'abril al 15 de maig de 2005. El director va ser Gordon Greenberg, amb coreografies de Christopher Gattelli i el repartiment que va protagonitzar Alice Ripley com a Genevieve, Max von Essen com a Dominique, Lenny Wolpe com Amiable, Gay Marshall (Denise) i Richard Pruitt (Claude). La producció de Paper Mill incloïa la reelaboració de la relació entre els personatges de Geneviève i Dominique, així com noves lletres de Proud Lady. La producció va rebre molt bones crítiques, inclòs el The New York Times, que exclamava "després de 30 anys de posada a punt, els senyors Stein i Schwartz tindran el petit musical preciós que sempre van voler", ", The New York Daily News, de Howard Kissel, que instava "Tot pogué - i hauria de - ser traslladat a Broadway, on podria trobar una casa molt merescuda Peter Filichia, de la revista Star Ledger, va dir:" El director Gordon Greenberg (que ha posat en escena tot el programa magníficament) també aprofita aquest moment Tothom sap que l’home no viu només del pa. També necessita un bon musical a la seva dieta. The Baker's Wife és, sens dubte, una de les que assaborir. "
El York Theatre, a la ciutat de Nova York, va presentar un concert escenificat del 26 al 28 d'octubre de 2007.
El guardonat Union Theater, Southwark, va produir The Baker's Wife el setembre / octubre de 2011, amb Lisa Stokke i Michael Matus. Va ser posada en escena i dirigida per Michael Strassen i va rebre molt bones crítiques, cosa que va provocar que el crític Mark Shenton escrivís: "Michael Strassen reclama The Baker's Wife per sempre com l’afectiva obra mestra en miniatura que sempre ha estat a l’aguait al seu interior".
The Gallery Players de Brooklyn, Nova York, va produir la primera producció professional de la mostra a la ciutat de Nova York del 7 al 29 de març de 2015, protagonitzada per Alyson Leigh Rosenfeld i Charlie Owens.
MKEC Productions va muntar una nova producció professional al The Drayton Arms Theatre de Kensington a Londres des del 16 de juny de 2015 fins al dissabte 4 de juliol.
Hull's UK City of Culture va veure l'estrena regional de The Baker's Wife representada a Hull Truck Theatre per Hessle Theatre Company del 18 de juliol al 22 de juliol de 2017 ', amb Neal Edlin com a Aimable i Hannah Wilson com a Geneviève.

## Sinopsi

### Acte primer
És a principis de tardor al petit poble francès de Concorde, encara sorprenentment provincial a mitjans dels anys trenta; veiem diverses taules ocupades al cafè. Denise, l'esposa del propietari, està per a les seves tasques mentre canta "Chanson": primer en francès, després en anglès. Ella veu les mateixes cares cada dia, però de vegades poden passar coses que et canvien, fent que la vida sigui nova i nova.
El focus es trasllada als clients de les taules. S'escolten trossos de conversa: queixes d'un jardiner l'arbre del veí ombreja els seus espinacs; una discussió entre el sacerdot local i la mestra de l'escola que ha estat ensenyant que Joan d'Arc "pensava" que sentia veus; el propietari d'un pou que es barallava amb el veí el gos del qual havia trencat aquest pou set anys abans. Els vilatans insisteixen entre ells que les seves vides serien molt millors "Si no fos per tu". Tots preveuen l'arribada del forner: el poble està sense pa des que va morir l'anterior forner i les tensions superen el normal.
El marquès entra amb les seves tres "nebodes" i dona la benvinguda al nou forner, Aimable Castagnet. De nom precís, és un home alegre de mitjana edat. Amb ell hi ha la seva jove i bella esposa Geneviève, a qui el marquès confon amb la filla del forner. L'error es soluciona ràpidament, però la gent de la ciutat no deixa de banda-la. Amb Pompom, el seu gat, la parella es mostra a la seva nova llar, amb comentaris de la gent del poble, sobre el forner que roba el bressol, seguint la seva estela.
Aimable, a la seva nova fleca, està clarament satisfet amb la seva nova botiga. A Geneviève, li canta "Merci, Madame", tan encantat amb ella com amb el seu nou entorn. Està entusiasmat amb les perspectives d'una vida pròspera amb una família. Els vilatans també estan satisfets amb el retorn de "Pa" al petit poble.
Els clients discuteixen sobre el seu lloc a la cua a la petita botiga, desitjosos de provar les mercaderies del nou forner. Altres xafardegen sobre el marquès i les seves nebodes; i Antoine, un dels vilatans, li pregunta a Aimable com un home vell com ell va poder atrapar la bella Geneviève. "Déu va ser bo amb mi", respon, i Geneviève recorda als vilatans que el seu marit no només la va triar, sinó que ella també el va triar a ell i, insisteix, no podia ser més feliç. Ella somriu als clients, però, avergonyida per les seves indiscretes, es precipita a dins plorant. Canta els regals d'amor ("Gifts of Love") que ha rebut homes del seu passat: la seva apassionada aventura amb un home casat anomenat Paul i els seus sentiments més suaus per Aimable. Tancant la porta del seu passat, decideix ser una bona esposa per al forner.
Mentre recollia l'ordre de pastisseria del marquès, el seu conductor, Dominique, mira Geneviève, confonent-la amb la filla del forner, tal com va fer el mateix marquès abans. Geneviève corregeix el guapo xofer, però ell insisteix amb arrogància a dirigir-se a ella com a mademoiselle. Geneviève insisteix: "Senyora!", Però ell continua coquetejant amb ella, fent-la caure. Aimable torna després d'intentar trobar Pompom i informa que el gat s'ha escapat.
Temps després, a la plaça del poble, Dominique torna a avançar cap a Geneviève. Ella el rebutja, recordant-li que està feliçment casada, però ell resol que estarà amb la seva "Dona orgullosa".
Els vilatans es tornen a reunir fora del cafè, compromesos amb les seves disputes habituals. El forner i la seva dona arriben i s'asseuen a una taula prop d'Antoine, que els segueix molestant sobre la diferència d'edat. Implica que, tot i que el forner pot crear el croissant perfecte, la seva capacitat per crear un nen hauria passat. Dominique arriba a la defensa de la parella, colpejant Antoine, però Genevieve és humiliat per tota l'escena i surt amb un buf. Els homes del poble, astutament, s'aconsellen mútuament que “busquin la dona” sempre que sorgeixi un conflicte entre ells: “És quan la gallina entra al corral quan els galls comencen a picotejar-se els uns als altres”.
Aquella nit, veiem tres parelles, incloses el forner i la seva dona, que es preparen per al llit. Dominique i el seu amic, Philippe, tracen la seva vetllada a la plaça de la ciutat i, quan les tres parelles acaben la seva repetició de "Chanson", Dominique i Philippe comencen la seva "Serenata". El forner creu que la seva cançó és un homenatge agraït per la seva cocció, però Geneviève entén correctament que Dominique li canta. Aimable, sempre el bon home, envia Geneviève per donar-li a Dominique unes baguetes sense vendre. Castiga el seu insistent pretendent, però Dominique no es deixa desanimar. Malgrat les seves protestes, Geneviève no pot resistir-lo i decideixen reunir-se una hora més tard i fugir junts.
Aimable crida a Geneviève i ella respon que tornarà al llit en un minut. Quan es queda a dormir, ella contempla la seva situació, cantant la llegenda de l'estornell. A la història, l'ocell decideix quedar-se amb el vell rei que l'adorava i mor de tristesa, ja que va perdre l'oportunitat de volar amb el déu del sol que l'havia cortejada. Resistint al trist destí de l'ocell, Geneviève s'embarca cap a un futur desconegut amb el seu "bonic jove".
Els veïns es desperten amb un foc al forn de la fleca, on el forner troba pans carbonitzats. En general, Geneviève és la persona que matinava més de la llar, i ell comença a buscar-la, creient que ella ha anat a la recerca de Pompom. Una multitud comença a reunir-se i les xafarderies comencen de seguida, "Buzz A-Buzz": saben que la cerca d'Aimable no donarà ni gat ni dona.
Arriba el marquès i porta el forner a part, dient-li que Geneviève havia fugit amb el seu xofer al Peugeot del marquès. Philippe arriba i confirma la història, però Aimable opta per creure que Geneviève només ha anat a visitar la seva mare. Mentre continuen les xafarderies, el marquès amenaça de denunciar el seu cotxe robat a la policia i de fer detenir els dos amants. Els habitants de la xafarderia coincideixen alegrement en què tot l'escandalós escàndol és el "millor que pot passar en aquesta ciutat de tota la meva vida!"

### Acte segon
El segon acte s'obre com el primer, amb Denise reprenent la seva "Chanson". Els vilatans repeteixen "Si no fos per tu", tot vigilant el forner: se senten alleujats de veure com comença un nou lot de massa. El mestre i el sacerdot tornen a discutir, el sacerdot acusant els vilatans de contaminar Genevieve amb la seva conducta immoral, el professor defensor del lliure albir. El marquès rebutja ambdues explicacions i insisteix que el comportament de Geneviève era una naturalesa humana senzilla, que tots estem captius dels goigs de la carn.
Aimable es dirigeix a la cafeteria per informar als clients que el pa estarà llest momentàniament. El forner, típicament sobri, demana un cognac i un altre i canta amb entusiasme que Genevieve serà a casa qualsevol dia: acaba d'anar a visitar la seva mare. En un intent de sobri, els vilatans el segueixen a la fleca, només per trobar-lo en un desgavell. Es poden col·lapsar entre la farina vessada, la massa penjada del sostre i els pans cremats.
Els vilatans s'adonen que la ciutat corre el perill de tornar a estar sense forner i culpen la desesperada dona fugida del forner pel lamentable estat de les coses. A la fleca tancada, intenten alegrar Aimable i fer-lo coure de nou dient-li que és l '"home més afortunat del món": s'ha estalviat l'avorriment i els arguments de la vida matrimonial.
El marquès entra, dient a Aimable que tot el que necessita per animar-se és alguna "companyia femenina", fins i tot oferint-li préstec a les seves "nebodes". Els vilatans pregunten al marquès si les noies són realment les seves nebodes, a la qual cosa respon: "Què és una neboda que no sigui la filla d'un germà, i com considero tots els meus germans ..." Les noies envolten el forner, coquetejant i acariciant-lo. El sacerdot entra i, sorprès de l'escena, comença una baralla amb el marquès. Els vilatans s'uneixen a la lluita i el forner els expulsa a tots.
En una reunió de la ciutat a l'església, Aimable admet que sap que Geneviève ha fugit. Ofereix al marquès els seus estalvis vitals per dissuadir-lo de perseguir la parella. Abandona l'església i els vilatans, castigats per la desinterès de l'home envellit fins i tot davant d'una profunda angoixa, prometen treballar junts per trobar Geneviève i persuadir-la de tornar amb el seu marit.
Sol a la fleca, Aimable decideix "Si he de viure sol", que ho farà dignament.
Els vilatans tornen a estar al cafè i Antoine entra afirmant que ha trobat la jove parella en un hotel d'una ciutat propera. Acorden formar un grup de recerca i el marquès, el sacerdot i el mestre van a buscar-los per convèncer la dona del forner de tornar a casa. Deixades enrere, les dones de la ciutat comenten tristament el "romanç" que falta a les seves pròpies vides.
En una petita habitació d'hotel, Geneviève i Dominique estan junts, però tot no està bé. Admet la seva passió pel jove, però es pregunta "On és l'escalf?" Reuneix les seves coses i el deixa adormit.
En una parada d'autobús, els vilatans es troben amb Geneviève en el seu camí cap a Marsella. Li demanen que torni, però, culpable i avergonyida, els diu que no podrà tornar mai més a casa. Finalment, la convencen de tornar: "tots els pecats són perdonables".
Es demana als vilatans que es quedin a casa per no avergonyir Geneviève quan arribi. Escortat pel sacerdot i el marquès, Geneviève camina pel carrer buit fins al forn i s'acosta amb precaució a la seva porta.
Ella troba a Aimable i intenta dir-li la veritat, però ell es nega incòmode a escoltar-lo, oferint-li el sopar i insistint que ha tornat de visitar la seva mare. Pompom arriba a la finestra i Aimable castiga enfadat al gat per haver corregut darrere d '"un tom que quedava bé a la llum de la lluna". Llança tota la seva amargor acumulada cap a Geneviève sobre el petit gat, però li ofereix un plat de llet. Ha omplert fidelment la llet cada dia i, quan Aimable denuncia que el gat tornarà a fugir, una plorosa Geneviève li assegura que "no marxarà". Conciliats, els dos comencen a preparar el pa per al dia següent.
Denise comença el nou dia al cafè, reprenent la seva "Chanson", acompanyada per la ciutat en harmonia.

## Cançons
Aquesta llista de cançons reflecteix l'enregistrament de la producció londinenca del 1990.
| Acte I - "Chanson" – Denise - "If It Wasn't for You" – Mestre, Mossèn, Marquès, i Vilatans - "Merci, Madame" – Aimable i Geneviève - "Bread – Vilatans - "Gifts of Love" – Geneviève - "Plain i Simple" – Aimable i Geneviève - "Proud Lady" – Dominique - "Look for the Woman" – Mestre, Marquès, Claude, Barnabé, Antoine, Casimir, Pierre, Doumergue - "Chanson (Reprise)" – Denise - "Serenade" – Dominique, Philippe, Aimable, i Geneviève - "Meadowlark" – Geneviève - "Buzz A-Buzz" – Aimable, Marquès, Philippe, Vilatans | Acte II - "Chanson (Reprise)" – Denise - "If It Wasn't for You" – Mossèn, Mestre, Marquès, i Vilatans - "Any-Day-Now Day" – Aimable, Vilatans - "Endless Delights" – Dominique, Geneviève - "Luckiest Man in the World" – Claude, Vilatans, Marquès, Simone, Inès, Nicole - "Feminine Companionship" – Claude, Vilatans, Marquès, Simone, Inès, Nicole - "If I Have to Live Alone" – Aimable - "Romance" – Denise, Hortense, Thérèse, Simone, Inez, Nicole - "Where is the Warmth?" – Geneviève - "Gifts of Love (Reprise)" – Denise, Aimable, Geneviève, Vilatans - "Chanson (Reprise)" – Denise, Aimable, Geneviève, Vilatans |

## Enregistraments de repartiment
Tot i que se sap que existeixen enregistraments en viu, un àlbum de repartiment complet de The Baker's Wife mai no es va gravar en el moment de la gira original el 1976. Mentre l'espectacle es representava a Boston, va ser vist pels antics aficionats al teatre Bruce i Doris Yeko, que recentment havia posat en marxa el seu propi segell discogràfic, Take Home Tunes, dedicat a la preservació de partitures musicals que d'una altra manera no podrien ser gravades. Impressionats per la partitura, els Yekos es van posar en contacte amb Stephen Schwartz, que els va suggerir que es pogués gravar un àlbum de repartiment complet. En aquell moment, però, la parella tenia poca experiència en la producció discogràfica, ja que només havia publicat un EP de cançons del musical The Robber Bridegroom. Tot i això, després de la clausura de The Baker's Wife a la carretera, els Yekos i Schwartz van negociar per gravar un LP de fragments de la partitura, amb el mateix compositor seleccionant les que considerava les millors cançons (en lloc de les que necessàriament podrien avançar la trama).
Les sessions de gravació van tenir lloc a principis de 1977 en un estudi d'apartaments a Greenwich Village que era massa petit per acollir un conjunt. Com a resultat, Schwartz va suggerir que, per estalviar espai i diners, només es gravarien les cançons interpretades pels tres protagonistes. Així, el LP resultant contenia sis números en solitari i cinc duets, interpretats pels membres del repartiment originals Kurt Peterson, Paul Sorvino i Patti LuPone, juntament amb Terri Ralston (que cantava "Chanson").
Al mateix temps, els Yekos van produir i publicar un extended play amb cançons extres interpretades per Sorvino, membre del repartiment original juntament amb Darlene Conley, Denise Lor, i Portia Nelson (que no participaven en la producció de gira) i el compositor / lletrista Stephen Schwartz i la seva dona, Carol.
Aquest LP de "repartiment original" de The Baker's Wife es va fer molt popular. Des de llavors ha estat reeditat en CD dues vegades: un el 1989 (el primer CD publicat pel segell Original Cast de Bruce Yeko) i de nou el 1992.
La producció londinenca del 1990, dirigida per Trevor Nunn, es va gravar i publicar al segell JAY com un plató de dos CD. Comprenia 20 cançons, de les quals 10 havien estat escoltades prèviament en el LP del 1976 i una altra de l'EP del repartiment de l'estudi. La resta de cançons, no enregistrades prèviament, provenien de la gira original, la revifada fora de Broadway del 1985, o havien estat escrites especialment per a la nova producció londinenca.
Des de finals dels anys vuitanta, les cançons de l'espectacle també han estat gravades per artistes solistes. "Meadowlark" és, amb diferència, la cançó més freqüentment tractada, ja que ha estat enregistrada per Sarah Brightman, Betty Buckley, Susan Egan, Liz Callaway, Sandy Campbell, Meredith Braun, Dianne Pilkington, Judy Kuhn, Roslyn Kind, Susannah Mars i altres.

## Premis i nominacions

### Producció de Londres
| Any  | Premi                  | Categoria               | Nominat        | Resultat |
| ---- | ---------------------- | ----------------------- | -------------- | -------- |
| 1990 | Premi Laurence Olivier | Millor Musical          | Millor Musical | Nominat  |
| 1990 | Premi Laurence Olivier | Millor Actor de Musical | Alun Armstrong | Nominat  |
| 1990 | Premi Laurence Olivier | Millor Escenografia     | John Napier    | Nominat  |